# Bons Scouts
Série Donald Duck
Pour plus de détails, voir Fiche technique et Distribution.
Bons Scouts (Good Scouts) est un court métrage d'animation américain des studios Disney avec Donald Duck, sorti le 8 juillet 1938.

## Synopsis
Donald est le chef d'une troupe scoute constituée par ses neveux Riri, Fifi et Loulou. Ils partent en expédition dans la forêt. Donald n'est malheureusement pas l'expert de la vie au milieu des arbres qu'il croit. Ses neveux en profitent, le ligotent et lui masquent les yeux. Dans ses tentatives de se libérer, il renverse un pot de miel qui attire un ours.

## Fiche technique
- Titre original : Good Scouts
- Titre français : Bons Scouts
- Série : Donald Duck
- Réalisation : Jack King
- Scénario : Carl Barks, Harry Reeves
- Animation : Jack Hannah, Ed Love
- Musique : Oliver Wallace
- Production : Walt Disney
- Société de production : Walt Disney Productions
- Société de distribution : RKO Radio Pictures
- Format : Couleur (Technicolor) - 1,37:1 - Son mono (RCA Sound System)
- Durée : 8 min
- Langue : Anglais
- Pays :  États-Unis
- Dates de sortie : 
  - États-Unis : 8 juillet 1938

## Voix originales
- Clarence Nash : Donald Duck / Huey (Riri) / Dewey (Fifi) / Louie (Loulou)

## Voix françaises
- Sylvain Caruso : Donald Duck et ses neveux

## Commentaires
Ce film marque la première incursion de Donald et ses neveux dans une troupe scoute. Les Castors Juniors ne seront eux créé par Carl Barks qu'en 1951.

## Titre en différentes langues
Source : IMDb
- Allemagne : Pfadfinderfreuden, Die Tüchtigen Pfadfinder
- Finlande : Kolme partiolaista
- Suède : Kalle Anka blir scout, Kalle Anka som scout, Lägerlivets fröjder, Scoutchefen Kalle Anka

## Sorties DVD
- Les Trésors de Walt Disney : Donald de A à Z, 1re partie (1934-1941).